# Matsqui Indian Reserve 4
Matsqui Indian Reserve 4 är ett reservat i Kanada.   Det ligger i provinsen British Columbia, i den södra delen av landet, 3 500 km väster om huvudstaden Ottawa.
Trakten runt Matsqui Indian Reserve 4 består till största delen av jordbruksmark. Runt Matsqui Indian Reserve 4 är det ganska tätbefolkat, med 86 invånare per kvadratkilometer.